# De Mysteriis Dom Sathanas Alive
De Mysteriis Dom Sathanas Alive è un album live della black metal band norvegese Mayhem.
È stato registrato a Norrköping in Svezia al  Black Christmass Festival, il 18 dicembre 2015 ed è la registrazione completa in versione live dell'album del 1994 De Mysteriis Dom Sathanas.
I membri del gruppo che sono presenti sia nell'album originale che nel live sono il cantante Attila Csihar, il bassista Necrobutcher e il batterista Hellhammer.

## Tracce
1. Funeral Fog – 5:26
2. Freezing Moon – 6:13
3. Cursed in Eternity – 4:59
4. Pagan Fears – 5:35
5. Life Eternal – 6:31
6. From the Dark Past – 4:47
7. Buried by Time and Dust – 3:16
8. De Mysteriis Dom Sathanas – 6:00

## Formazione
- Attila Csihar - voce
- Teloch (Morten Bergeton Iversen) - chitarra
- Ghul (Charles Edward Alexander Hedger) - chitarra
- Necrobutcher (Jørn Stubberud) - basso
- Hellhammer (Jan Axel Blomberg) - batteria